# Claus Peter Flor
Claus Peter Flor (Lipsia, 16 marzo 1953) è un direttore d'orchestra tedesco.

## Biografia
Flor ha studiato violino e clarinetto al Conservatorio Robert Schumann di Zwickau. Ha continuato i suoi studi musicali presso l'Accademia musicale Franz Liszt di Weimar e l'HMT Felix Mendelssohn Bartholdy a Lipsia. In seguito ha studiato direzione d'orchestra con Rolf Reuter e con Kurt Masur.
Flor è stato direttore principale della Suhl Philharmonic Orchestra dal 1981 al 1984,  direttore principale della Konzerthausorchester Berlin dal 1984 al 1991. È stato consigliere artistico e direttore ospite principale dell'Orchestra della Tonhalle di Zurigo dal 1991 al 1996, direttore ospite principale della Philharmonia Orchestra dal 1991 al 1994. È diventato direttore ospite principale dell'Orchestra Sinfonica Giuseppe Verdi di Milano nel 2003. Ad aprile 2017 la Het Gelders Orkest annunciò che si erano assicurati i servizi di Flor per un lungo rapporto come direttore ospite, senza il conferimento formale di un titolo come "direttore ospite principale". Nel giugno 2017 l'Orchestra Sinfonica Giuseppe Verdi di Milano ha annunciato la nomina di Flor come suo successivo direttore musicale, con efficacia dalla stagione 2017-2018, con un contratto iniziale di 3 anni.
Fuori dall'Europa Flor è stato direttore ospite principale dell'Orchestra sinfonica di Dallas dal 1999 al 2008. Dal 2008 al 2014 è stato direttore musicale dell'Orchestra Filarmonica della Malaysia. Durante il suo mandato ha supervisionato il controverso licenziamento di nove musicisti chiave dell'orchestra, che culminò in una chiamata della Federazione internazionale dei musicisti per un boicottaggio internazionale contro le audizioni organizzate dall'orchestra.